# Notonecta glauca
Notonecta glauca là một loài côn trùng trong họ Notonectidae. Nó là loài phổ biến và lan rộng nhất trong bốn loài Notonectidae tại Anh.